# 대한민국의 천연기념물 (제201호 ~ 제300호)
다음은 대한민국 천연기념물의 일람이다. 취소선이 쳐져 있는 것은 천연기념물에서 해제된 것이다.
천연기념물은 동물·식물·지질·광물과 천연보호지역으로 구분된다. 천연기념물로 지정할 수 있는 자연물은 한국 특유의 이름있는 서식지 및 생장지·석회암지대·사구·동굴·건조지·습지·하천·온천·호수·도서, 학술적인 가치가 큰 나무, 원시림, 고산식물지대, 중요한 화석 표본 등이다. 천연보호지역은 보호해야 할 천연기념물이 풍부한 일정 규역을 설정한다. 전라남도 홍도, 강원도 설악산, 제주도 한라산, 그 밖에 대암산·대우산·향로봉 등이 천연보호구역이다
1933년 천연기념물 제도가 시행된 후 총 155가지가 지정되었고, 이를 1962년 재정비하는 과정에서 많은 수가 해제되었다. 2008년 천연기념물 명칭 기준이 바뀌어서 각 천연기념물의 공식 명칭이 크게 변했다.

## 지정 목록

### 제201호 ~ 제300호
| 번호    | 사진 | 명칭 | 소재지                                                             | 관리자 (단체)                | 지정일                                                                       | 참조 |
| 201-1호 |      | 고니 (Tundra Swan (Cygnus columbianus)) | 기타 전국 일원                                                     |                              | 1968년 5월 31일 지정                                                         | ,    |
| 201-2호 |      | 큰고니 (Whooper Swan (Cygnus cygnus)) | 기타 전국 일원                                                     |                              | 1968년 5월 31일 지정                                                         | ,    |
| 201-3호 |      | 혹고니 (Mute Swan (Cygnus olor)) | 기타 전국 일원                                                     |                              | 1968년 5월 31일 지정                                                         | ,    |
| 202호   |      | 두루미 (Red-crowned Crane (Grus japonensis)) | 기타 전국 일원                                                     | 조류보호협회                 | 1968년 5월 31일 지정                                                         | ,    |
| 203호   |      | 재두루미 (White-naped Crane (Grus vipio)) | 기타 전국 일원                                                     | 조류보호협회                 | 1968년 5월 31일 지정                                                         | ,    |
| 204호   |      | 팔색조 (Fairy Pitta (Pitta nympha)) | 기타 전국 일원                                                     | 조류보호협회                 | 1968년 5월 31일 지정                                                         | ,    |
| 205-1호 |      | 저어새 (Black-faced Spoonbill (Platalea minor)) | 기타 전국 일원                                                     |                              | 1968년 5월 31일 지정                                                         | ,    |
| 205-2호 |      | 노랑부리 저어새 (Eurasian Spoonbill (Platalea leucorodia)) | 기타 전국 일원                                                     |                              | 1968년 5월 31일 지정                                                         | ,    |
| 206호   |      | 느시 (Great Bustard (Otis tarda)) | 기타 전국 일원                                                     | 조류보호협회                 | 1968년 5월 31일 지정                                                         | ,    |
| 207호   |      | 보은 속리산 망개나무 (報恩 俗離山 망개나무) (Korean Berchemia of Songnisan Mountain, Boeun)                                                                                      | 충청북도 보은군 속리산면 사내리 산1-1                              | 충청북도 보은군              | 1968년 6월 21일 지정                                                         |      |
| 208호   |      | 삼천 포학섬의 백로 및 왜가리 번식지 | 경상남도 사천시 도동 산9                                           |                              | 1968년 7월 18일 지정, 1993년 8월 19일 해제                                   |      |
| 209호   |      | 여주 신접리 백로와 왜가리 번식지 (驪州 新接里 백로와 왜가리 繁殖地) (Breeding Ground of Egrets and Grey Herons in Sinjeop-ri, Yeoju)                                             | 경기도 여주시 북내면 신접리 285                                    | 경기도 여주시                | 1968년 7월 18일 지정                                                         |      |
| 210호   |      | 해남 방축리의 백로 및 왜가리 번식지 | 전라남도 해남군 화산면 방축리 137-4                                | 해남군                       | 1968년 7월 18일 지정, 1987년 10월 29일 해제                                  |      |
| 211호   |      | 무안 용월리 백로와 왜가리 번식지 (務安 龍月里 백로와 왜가리 繁殖地) (Breeding Ground of Egrets and Grey Herons in Yongwol-ri, Muan)                                              | 전라남도 무안군 무안읍 용월리 563                                  | 전라남도 무안군              | 1968년 7월 18일 지정                                                         |      |
| 212호   |      | 진도 관매도 후박나무 (珍島 觀梅島 후박나무) (Machilus of Gwanmaedo Island, Jindo)                                                                                                | 전라남도 진도군 조도면 관매리 106-2                                | 전라남도 진도군              | 1968년 11월 20일 지정                                                        |      |
| 213호   |      | 영암 금강리의 향나무 | 전라남도 영암군 덕진면 금강리 163                                  |                              | 1968년 11월 20일 지정, 1975년 5월 2일 해제                                   |      |
| 214호   |      | 진안 평지리 이팝나무 군 (鎭安 平地里 이팝나무 群) (Population of Retusa Fringe Trees in Pyeongji-ri, Jinan)                                                                      | 전라북도 진안군 마령면 임진로 2122 (평지리)                        | 전라북도 진안군              | 1968년 11월 20일 지정                                                        |      |
| 215호   |      | 흑비둘기 (Black Wood Pigeon (Columba janthina)) | 기타 전국 일원                                                     | 조류보호협회                 | 1968년 11월 20일 지정                                                        |      |
| 216호   |      | 사향노루 (Musk Deer (Moschus moschiferus)) | 기타 전국 일원                                                     |                              | 1968년 11월 20일 지정                                                        |      |
| 217호   |      | 산양 (Long-tailed Goral (Naemorhaedus caudatus)) | 기타 전국                                                          | (사)한국산양보호협회         | 1968년 11월 20일 지정                                                        |      |
| 218호   |      | 장수하늘소 (Longhorned Beetle (Callipogon relictus)) | 기타 전국 일원                                                     |                              | 1968년 11월 20일 지정                                                        |      |
| 219호   |      | 영월 고씨굴 (寧越高氏窟) (Gossigul Cave, Yeongwol) | 강원특별자치도 영월군 하동면 진별리 산262                          | 강원특별자치도 영월군        | 1969년 6월 4일 지정                                                          |      |
| 220호   |      | 괴산 추점리 미선나무 자생지 (槐山 楸店里 미선나무 自生地) (Natural Habitat of White Forsythias in Chujeom-ri, Goesan)                                                            | 충청북도 괴산군 장연면 추점리 산144-2                              | 충청북도 괴산군              | 1970년 1월 6일 지정                                                          |      |
| 221호   |      | 괴산 율지리 미선나무 자생지 (槐山 栗池里 미선나무 自生地) (Natural Habitat of White Forsythias in Yulji-ri, Goesan)                                                              | 충청북도 괴산군 칠성면 율지리 산12                                 | 충청북도 괴산군              | 1970년 1월 6일 지정                                                          |      |
| 222호   |      | 함안 용산리 함안층 새발자국화석 산지 (咸安 龍山里 咸安層 새발자국化石 産地) (Bird Tracksite in the Haman Formation in Yongsan-ri, Haman)                                         | 경상남도 함안군 칠원읍 용산리 산4                                  | 경상남도 함안군              | 1970년 4월 24일 지정                                                         |      |
| 223호   |      | 영동 영국사 은행나무 (永同 寧國寺 은행나무) (Ginkgo Tree of Yeongguksa Temple, Yeongdong)                                                                                        | 충청북도 영동군 양산면 누교리 1395-14                              | 충청북도 영동군              | 1970년 4월 24일 지정                                                         |      |
| 224호   |      | 밀양 남명리 얼음골 (密陽 南明里 얼음골) (Eoreumgol Ice Valley in Nammyeong-ri, Miryang)                                                                                          | 경상남도 밀양시 산내면 남명리 산95-1번지 외                        | 경상남도 밀양시              | 1970년 4월 24일 지정                                                         |      |
| 225호   |      | 구미 농소리 은행나무 (龜尾 農所里 은행나무) (Ginkgo Tree of Nongso-ri, Gumi) | 경상북도 구미시 옥성면 이곡1길 10 (농소리)                         | 경상북도 구미시              | 1970년 5월 28일 지정                                                         |      |
| 226호   |      | 삼척 초당굴 (三陟草堂窟) (Chodanggul Cave, Samcheok) | 강원특별자치도 삼척시 근덕면 금계리 산380외                        | 강원특별자치도 삼척시        | 1970년 9월 17일 지정                                                         |      |
| 227호   |      | 거제 연안 아비 도래지 (巨濟 沿岸 아비 渡來地) (Sanctuary of Red-throated Loons on Geoje Coast)                                                                                   | 경상남도 거제시 남부면 홍포 등대 ~ 일운면 서이말 등대 해상         | 경상남도 거제시              | 1970년 10월 30일 지정                                                        |      |
| 228호   |      | 흑두루미 (Hooded Crane (Grus monacha)) | 기타 전국 일원                                                     | 조류보호협회                 | 1970년 11월 2일 지정                                                         |      |
| 229호   |      | 양양 포매리 백로와 왜가리 번식지 (襄陽 浦梅里 백로와 왜가리 繁息地) (Breeding Ground of Egrets and Grey Herons in Pomae-ri, Yangyang)                                            | 강원특별자치도 양양군 현남면 포매리 122-3                          | 강원특별자치도 양양군        | 1970년 11월 5일 지정                                                         |      |
| 230호   |      | 청원 노호리의 백로 번식지 | 충청북도 청원군 부용면 노호리 산160                                |                              | 1970년 11월 5일 지정, 1973년 7월 19일 해제                                   |      |
| 231호   |      | 통영 도선리 백로와 왜가리 번식지 | 경상남도 통영시 도산면 도선리 산280                                | 경상남도 통영시              | 1970년 11월 5일 지정, 2009년 12월 18일 해제                                  |      |
| 232호   |      | 남양주 양지리 향나무 (南楊州 陽地里 향나무) (Chinese Juniper of Yangji-ri, Yangju)                                                                                               | 경기도 남양주시 오남읍 양지리 530                                  | 경기도 남양주시              | 1970년 11월 5일 지정, 2014년 7월 11일 명칭 변경                              |      |
| 233호   |      | 거제 학동리 동백나무 숲 및 팔색조번식지 (巨濟 鶴洞里 동백나무 숲 및 팔색조繁殖地) (Forest of Common Camellias and Breeding Ground of Fairy Pittas in Hakdong-ri, Geoje)          | 경상남도 거제시 동부면 학동리 산1                                  | 경상남도 거제시              | 1971년 9월 13일 지정                                                         |      |
| 234호   |      | 양산 신전리 이팝나무 (梁山 新田里 이팝나무) (Retusa Fringe Tree of Sinjeon-ri, Yangsan)                                                                                          | 경상남도 양산시 상북면 신전리 95                                   | 경상남도 양산시              | 1971년 9월 13일 지정                                                         |      |
| 235호   |      | 광양유당공원이팝나무 (光陽柳唐公園이팝나무) (Gwangyangeupsu Grove and Retusa Fringe Trees in Gwangyang-eup)                                                                      | 전라남도 광양시 광양읍 인동리 193-1 외                             | 전라남도 광양시              | 1971년 9월 13일 지정                                                         |      |
| 236호   |      | 제주한림용암동굴지대(소천굴,황금굴,협재굴) (濟州 翰林 熔岩洞窟地帶(昭天窟,黃金窟,狹才窟)) (Lava Tube Area in Hallim (Socheongul, Hwanggeumgul and Hyeopjaegul Lava Tubes), Jeju) | 제주특별자치도 제주시 한림읍 협재리 617외                          | (주)한림, 제주특별자치도     | 1971년 9월 30일 지정                                                         |      |
| 237호   |      | 울릉 사동 흑비둘기 서식지 (鬱陵 沙洞 흑비둘기 棲息地) (Habitat of Black Wood Pigeons in Sadong, Ulleung)                                                                         | 경상북도 울릉군 울릉읍 사동리 215외                                | 경상북도 울릉군              | 1971년 12월 14일 지정                                                        |      |
| 238호   |      | 금강의어름치 (錦江의어름치) (Korea Spotted Barbel of Geumgang River) | 충청북도 옥천군 이원면 용방리 1135                                 | 충청북도 옥천군, 영동군      | 1972년 5월 1일 지정                                                          |      |
| 239호   |      | 고흥 금탑사 비자나무 숲 (高興 金塔寺 비자나무 숲) (Forest of Japanese Torreyas at Geumtapsa Temple, Goheung)                                                                     | 전라남도 고흥군 포두면 금탑로 842 (봉림리)                         | 전라남도 고흥군              | 1972년 7월 31일 지정                                                         |      |
| 240호   |      | 서울 선농단 향나무 (서울 先農壇 향나무) (Chinese Juniper of Seonnongdan Altar, Seoul)                                                                                            | 서울특별시 동대문구 제기2동 274-1                                  | 서울특별시 동대문구          | 1972년 7월 31일 지정                                                         |      |
| 241호   |      | 해남 녹우단 비자나무 숲 (海南 綠雨壇 비자나무 숲) (Forest of Japanese Torreyas near Nogudan House, Haenam)                                                                       | 전라남도 해남군 해남읍 녹우당길 135 (연동리)                       | 전라남도 해남군              | 1972년 7월 31일 지정                                                         |      |
| 242호   |      | 까막 딱따구리 (Black Woodpecker (Dryocopus martius)) | 기타 전국 일원                                                     | 조류보호협회                 | 1973년 4월 12일 지정                                                         |      |
| 243-1호 |      | 독수리 (Cinereous Vulture (Aegypius monachus)) | 기타 전국 일원                                                     |                              | 1973년 4월 12일 지정                                                         |      |
| 243-2호 |      | 검독수리 (Golden Eagle (Aquila chrysaetos)) | 기타 전국 일원                                                     |                              | 1973년 4월 12일 지정                                                         |      |
| 243-3호 |      | 참수리 (Steller's Sea Eagle (Haliaeetus pelagicus)) | 기타 전국 일원                                                     |                              | 1973년 4월 12일 지정                                                         |      |
| 243-4호 |      | 흰꼬리수리 (White-tailed Eagle (Haliaeetus albicilla)) | 기타 전국 일원                                                     |                              | 1973년 4월 12일 지정                                                         |      |
| 244호   |      | 소백산 주목군락 (小白山 朱木群落) (Population of Spreading Yews in Sobaeksan Mountain)                                                                                           | 충청북도 단양군 가곡면 소백산등산길 643 (어의곡리)                 | 충청북도 단양군              | 1973년 6월 20일 지정                                                         |      |
| 245호   |      | 철원 철새 도래지 (鐵原 철새 渡來地) (Sanctuary of Migratory Birds, Cheorwon) | 강원특별자치도 철원군 철원읍 내포리 일원                           | 강원특별자치도 철원군        | 1973년 7월 10일 지정                                                         |      |
| 246호   |      | 대암산·대우산 천연보호구역 (大岩山·大愚山天然保護區域) (Daeamsan and Daeusan Mountains Natural Reserve)                                                                          | 강원특별자치도 양구군 동면 일부, 인제군 서화면 일부 및 북면 일부   | 강원특별자치도               | 1973년 7월 10일 지정                                                         |      |
| 247호   |      | 향로봉·건봉산 천연보호구역 (香爐峰·乾峰山天然保護區域) (Natural Reserve of Hyangnobong Peak and Geonbongsan Mountain)                                                            | 강원특별자치도 인제군 서화면 일부, 고성군 수동면 일부, 간성읍 일부 | 강원특별자치도               | 1973년 7월 10일 지정                                                         |      |
| 248호   |      | 횡성 압곡리 백로와 왜가리 번식지 (橫城 鴨谷里 백로와 왜가리 繁殖地) (Breeding Ground of Egrets and Grey Herons in Apgok-ri, Hoengseong)                                          | 강원특별자치도 횡성군 서원면 압곡리 산186-2                        | 강원특별자치도 횡성군        | 1973년 10월 1일 지정                                                         |      |
| 249호   |      | 무주 오산리 구상화강편마암 (茂朱 吾山里 球狀花崗片麻岩) (Orbicular Granite Gneiss in Osan-ri, Muju)                                                                              | 전라북도 무주군 무주읍 오산리 229외                                | 전라북도 무주군              | 1974년 9월 6일 지정                                                          |      |
| 250호   |      | 한강 하류 재두루미 도래지 (漢江 下流 재두루미 渡來地) (Sanctuary of White-naped Cranes at Hangang River Estuary)                                                                 | 경기도 기타 하성면 가금리 538                                      | 경기도 파주시, 김포시        | 1975년 2월 21일 지정                                                         |      |
| 251호   |      | 창덕궁 다래나무 (昌德宮 다래나무) (Bower Actinidia of Changdeokgung Palace) | 서울특별시 종로구 율곡로 99, (창덕궁 비원내) (와룡동)              | 창덕궁관리소                 | 1975년 9월 2일 지정                                                          |      |
| 252호   |      | 안동 구리 측백나무 숲 (安東 龜里 측백나무 숲) (Forest of Oriental Arborvitae in Gu-ri, Andong)                                                                                   | 경상북도 안동시 남후면 광음리 산1-1                                | 경상북도 안동시              | 1975년 9월 22일 지정                                                         |      |
| 253호   |      | 이천 신대리 백송 (利川 新垈里 백송) (Lacebark Pine of Sindae-ri, Icheon) | 경기도 이천시 백사면 신대리 산32외7필                              | 경기도 이천시                | 1976년 6월 23일 지정                                                         |      |
| 254호   |      | 서울 삼청동 등나무 (서울 三淸洞 등나무) (Wisteria of Samcheong-dong, Seoul) | 서울특별시 종로구 삼청동 국무총리공관                              | 서울특별시 종로구            | 1976년 8월 6일 지정                                                          |      |
| 255호   |      | 서울 삼청동 측백나무 (서울 三淸洞 측백나무) (Oriental Arborvitae of Samcheong-dong, Seoul)                                                                                       | 서울특별시 종로구 삼청동 국무총리공관                              | 서울특별시 종로구            | 1976년 8월 6일 지정                                                          |      |
| 256호   |      | 단양 고수동굴 (丹陽 古藪洞窟) (Gosudonggul Cave, Danyang) | 충청북도 단양군 단양읍 고수리 산4-2외                              | (주)유신, 충청북도 단양군    | 1976년 9월 1일 지정                                                          |      |
| 257호   |      | 인천 연희동 및 경서동의 두루미 도래지 | 인천광역시 전역 앞바다 일원                                        | 인천광역시                   | 1977년 11월 22일 지정, 1984년 5월 22일 해제                                  |      |
| 258호   |      | 무태장어 | 기타                                                               |                              | 1978년 8월 18일 지정, 2009년 6월 9일 해제                                    |      |
| 259호   |      | 어름치 (Korea Spotted Barbel (Hemibarbus mylodon)) | 기타 전국 일원                                                     |                              | 1978년 8월 18일 지정                                                         |      |
| 260호   |      | 평창 백룡동굴 (平昌 白龍洞窟) (Baengnyongdonggul Cave, Pyeongchang) | 강원특별자치도 평창군 미탄면 마하리 산1외                          | 강원특별자치도 평창군        | 1979년 2월 10일 지정                                                         |      |
| 261호   |      | 단양 온달동굴 (丹陽 溫達洞窟) (Ondaldonggul Cave, Danyang) | 충청북도 단양군 영춘면 온달로 23, 외 45필 (하리)                   | 충청북도 단양군              | 1979년 6월 18일 지정                                                         |      |
| 262호   |      | 단양 노동동굴 (丹陽 蘆洞洞窟) (Nodongdonggul Cave, Danyang) | 충청북도 단양군 단양읍 노동리 산1외                                | 충청북도 단양군              | 1979년 6월 18일 지정                                                         |      |
| 263호   |      | 제주 산굼부리 분화구 (濟州산굼부리噴火口) (Sangumburi Crater, Jeju) | 제주특별자치도 제주시 조천읍 교래리 166-1외                        | (주)산굼부리, 제주특별자치도 | 1979년 6월 18일 지정                                                         |      |
| 264호   |      | 용주사 회양목 | 경기도 화성시 태안면 송산리 188                                    | 용주사                       | 1979년 12월 11일 지정, 2002년 6월 29일 해제                                  |      |
| 265호   |      | 연산 화악리의 오계 (連山花岳里의烏鷄) (Ogye Chicken (Gallus domesticus) of Hwaak-ri, Yeonsan)                                                                                    | 충청남도 논산시 연산면 화악2길 38-5 (화악리)                       | 충청남도 논산시              | 1980년 4월 1일 지정                                                          |      |
| 266호   |      | 괴산 사담리 망개나무 자생지 (槐山 沙潭里 망개나무 自生地) (Natural Habitat of Korean Berchemias in Sadam-ri, Goesan)                                                             | 충청북도 괴산군 청천면 사담리 산8-1외 2필                          | 충청북도 괴산군              | 1980년 9월 29일 지정                                                         |      |
| 267호   |      | 부산 전포동 구상반려암 (釜山 田浦洞 球狀斑糲岩) (Orbicular Gabbro in Jeonpo-dong, Busan)                                                                                         | 부산광역시 부산진구 전포2동 산12번지                               | 부산광역시 부산진구          | 1980년 10월 27일 지정                                                        |      |
| 268호   |      | 장흥 어산리 푸조나무 (長興 語山里 푸조나무) (Muku Tree of Eosan-ri, Jangheung)                                                                                                   | 전라남도 장흥군 용산면 어산리 289-2                                | 전라남도 장흥군              | 1982년 11월 4일 지정                                                         |      |
| 269호   |      | 무안망운면의곰솔 | 전라남도 무안군 망운면 송현리 290                                  |                              | 1982년 11월 4일 지정, 1993년 4월 16일 해제                                   |      |
| 270호   |      | 부산 좌수영성지 곰솔 (釜山 左水營聖地 곰솔) (Black Pine at Jwasuyeong Fortress Site, Busan)                                                                                      | 부산광역시 수영구 수영성로 43, 1필 (수영동)                        | 부산광역시 수영구            | 1982년 11월 9일 지정                                                         |      |
| 271호   |      | 서울 신림동 굴참나무 (서울 新林洞 굴참나무) (Cork Oak of Sillim-dong, Seoul) | 서울특별시 관악구 난곡동 721-2                                     | 서울특별시 관악구            | 1982년 11월 4일 지정                                                         |      |
| 272호   |      | 삼척 갈전리 당숲 (三陟 葛田里 당숲) (Village Guardian Tree of Galjeon-ri, Samcheok)                                                                                              | 강원특별자치도 삼척시 하장면 갈전리 415-1외 3필                    | 강원특별자치도 삼척시        | 1982년 11월 4일 지정                                                         |      |
| 273호   |      | 영풍 단촌리 느티나무 (榮豊 丹村里 느티나무) (Saw-leaf Zelkova of Danchon-ri, Yeongpung)                                                                                          | 경상북도 영주시 안정면 단촌리 185-2외 4필                          | 경상북도 영주시              | 1982년 11월 4일 지정                                                         |      |
| 274호   |      | 영풍 태장리 느티나무 (榮豊 台莊里 느티나무) (Saw-leaf Zelkova of Taejang-ri, Yeongpung)                                                                                          | 경상북도 영주시 순흥면 태장리 1095외 4필                           | 경상북도 영주시              | 1982년 11월 4일 지정                                                         |      |
| 275호   |      | 안동 사신리 느티나무 (安東 四新里 느티나무) (Saw-leaf Zelkova of Sasin-ri, Andong)                                                                                               | 경상북도 안동시 녹전면 사신리 256외 3필                            | 경상북도 안동시              | 1982년 11월 4일 지정                                                         |      |
| 276호   |      | 남해 갈화리 느티나무 (南海 葛花里 느티나무) | 경상남도 남해군 고현면 갈화리 732외 5필                            | 경상남도 남해군              | 1982년 11월 4일 지정, 2013년 1월 2일 해제, 태풍피해 및 노쇠로 인한 자연 고사 |      |
| 277호   |      | 양성면의느티나무 | 경기도 안성시 양성면 도곡리 304                                    |                              | 1982년 11월 4일 지정, 1991년 9월 14일 해제                                   |      |
| 278호   |      | 양주 황방리 느티나무 (楊州 篁芳里 느티나무) (Saw-leaf Zelkova of Hwangbang-ri, Yangju)                                                                                           | 경기도 양주시 남면 황방리 136외 3필                                | 경기도 양주시                | 1982년 11월 4일 지정                                                         |      |
| 279호   |      | 원성 대안리 느티나무 (原城 大安里 느티나무) (Saw-leaf Zelkova of Daean-ri, Wonseong)                                                                                             | 강원특별자치도 원주시 흥업면 금산길 42, 외 2필지 (대안리)          | 강원특별자치도 원주시        | 1982년 11월 4일 지정                                                         |      |
| 280호   |      | 김제 행촌리 느티나무 (金提 幸村里 느티나무) (Saw-leaf Zelkova of Haengchon-ri, Gimje)                                                                                            | 전라북도 김제시 봉남면 행촌2길 89 (행촌리)                         | 전라북도 김제시              | 1982년 11월 4일 지정                                                         |      |
| 281호   |      | 남원 진기리 느티나무 (南原 眞基里 느티나무) (Saw-leaf Zelkova of Jingi-ri, Namwon)                                                                                               | 전라북도 남원시 보절면 진기리 495외 3필                            | 전라북도 남원시              | 1982년 11월 4일 지정                                                         |      |
| 282호   |      | 진안 부귀면의 느티나무 | 전라북도 진안군 부귀면 세동리 428-2                                | 진안군                       | 1986년 10월 15일 지정, 1986년 10월 15일 해제                                 |      |
| 283호   |      | 영암 월곡리 느티나무 (靈岩 月谷里 느티나무) (Saw-leaf Zelkova of Wolgok-ri, Yeongam)                                                                                             | 전라남도 영암군 군서면 월곡리 747-2                                | 전라남도 영암군              | 1982년 11월 4일 지정                                                         |      |
| 284호   |      | 담양 대치리 느티나무 (潭陽 大峙里 느티나무) (Saw-leaf Zelkova of Daechi-ri, Damyang)                                                                                             | 전라남도 담양군 대전면 대치리 787-1                                | 전라남도 담양군              | 1982년 11월 4일 지정                                                         |      |
| 285호   |      | 영풍 병산리 갈참나무 (榮豊 屛山里 갈참나무) (Oriental White Oak of Byeongsan-ri, Yeongpung)                                                                                      | 경상북도 영주시 단산면 병산리 산338                                | 경상북도 영주시              | 1982년 11월 4일 지정                                                         |      |
| 286호   |      | 파주 무건리 물푸레나무 (坡州 武建里 물푸레나무) (Ash Tree of Mugeon-ri, Paju) | 경기도 파주시 적성면 무건리 465                                    | 경기도 파주시                | 1982년 11월 4일 지정                                                         |      |
| 287호   |      | 사천 성내리 비자나무 (泗川 城內里 비자나무) (Japanese Torreya of Seongnae-ri, Sacheon)                                                                                           | 경상남도 사천시 곤양면 성내리 194-9외 3필                          | 경상남도 사천시              | 1982년 11월 4일 지정                                                         |      |
| 288호   |      | 안동 대곡리 굴참나무 (安東 大谷里 굴참나무) (Cork Oak of Daegok-ri, Andong) | 경상북도 안동시 임동면 대곡리 583                                  | 경상북도 안동시              | 1982년 11월 4일 지정                                                         |      |
| 289호   |      | 합천 화양리 소나무 (陜川 華陽里 소나무) (Pine Tree of Hwayang-ri, Hapcheon) | 경상남도 합천군 묘산면 화양리 835외 1필                            | 경상남도 합천군              | 1982년 11월 4일 지정                                                         |      |
| 제290호 |      | 괴산 삼송리 소나무 (傀山 三松里 소나무) (Pine Tree of Samsong-ri, Goesan)] | 충청북도 괴산군 청천면 삼송리 산250                                | 충청북도 괴산군              | 1982년 11월 4일 지정 2014년 12월 5일 해제                                    |      |
| 291호   |      | 무주 삼공리 반송 (茂朱 三公里 반송) (Multi-stem Pine of Samgong-ri, Muju) | 전라북도 무주군 설천면 삼공리 31외 1필                             | 전라북도 무주군              | 1982년 11월 4일 지정                                                         |      |
| 292호   |      | 문경 화산리 반송 (聞慶 華山里 반송) (Multi-stem Pine of Hwasan-ri, Mungyeong) | 경상북도 문경시 농암면 화산리 942외 3필                            | 경상북도 문경시              | 1982년 11월 4일 지정                                                         |      |
| 293호   |      | 상주 상현리 반송 (尙州 上縣里 반송) (Multi-stem Pine of Sanghyeon-ri, Sangju) | 경상북도 상주시 화서면 상현리 50-1외 2필                           | 경상북도 상주시              | 1982년 11월 4일 지정                                                         |      |
| 294호   |      | 예천 천향리 석송령 (醴泉 泉香里 石松靈) (Seoksongnyeong Pine Tree in Cheonhyang-ri, Yecheon)                                                                                     | 경상북도 예천군 감천면 천향리 804외 3필                            | 경상북도 예천군              | 1982년 11월 4일 지정                                                         |      |
| 295호   |      | 청도 동산리 처진소나무 (靑道 東山里 처진소나무) (Weeping Pine Tree of Dongsan-ri, Cheongdo)                                                                                      | 경상북도 청도군 매전면 동산리 146-1외 2필                          | 경상북도 청도군              | 1982년 11월 4일 지정                                                         |      |
| 296호   |      | 김제 종덕리 왕버들 (金堤 從德里 왕버들) (Red Leaf Willow of Jongdeok-ri, Gimje)                                                                                                  | 전라북도 김제시 봉남면 종덕리 299-1외 7필                          | 전라북도 김제시              | 1982년 11월 4일 지정                                                         |      |
| 297호   |      | 청송 부곡동의 왕버들 | 경상북도 청송군 청송읍 부곡리 388-3                                | 청송군                       | 1982년 11월 4일 지정 2002년 11월 27일 해제                                   |      |
| 298호   |      | 청도 덕촌리 털왕버들 (淸道 德村里 털왕버들) (Red Leaf Willow of Deokchon-ri, Cheongdo)                                                                                           | 경상북도 청도군 각북면 덕촌리 561-1외 3필                          | 경상북도 청도군              | 1982년 11월 4일 지정                                                         |      |
| 299호   |      | 남해 창선도 왕후박나무 (南海 昌善島 왕후박나무) (Machilus of Changseondo Island, Namhae)                                                                                         | 경상남도 남해군 창선면 대벽리 669-1외 8필                          | 경상남도 남해군              | 1982년 11월 4일 지정                                                         |      |
| 300호   |      | 금릉 조룡리 은행나무 (金陵 釣龍里 은행나무) (Ginkgo Tree of Joryong-ri, Geumneung)                                                                                               | 경상북도 김천시 대덕면 조룡리 51외 2필                             | 경상북도 김천시              | 1982년 11월 4일 지정                                                         |      |

## 같이 보기
- 대한민국의 문화재
- 대한민국의 국보
- 대한민국의 보물
- 대한민국의 사적
- 대한민국의 명승
- 대한민국의 국가무형문화재
- 대한민국의 중요민속문화재

## 참고 자료
- 문화재청 - 문화재 검색